# Merian Gärten

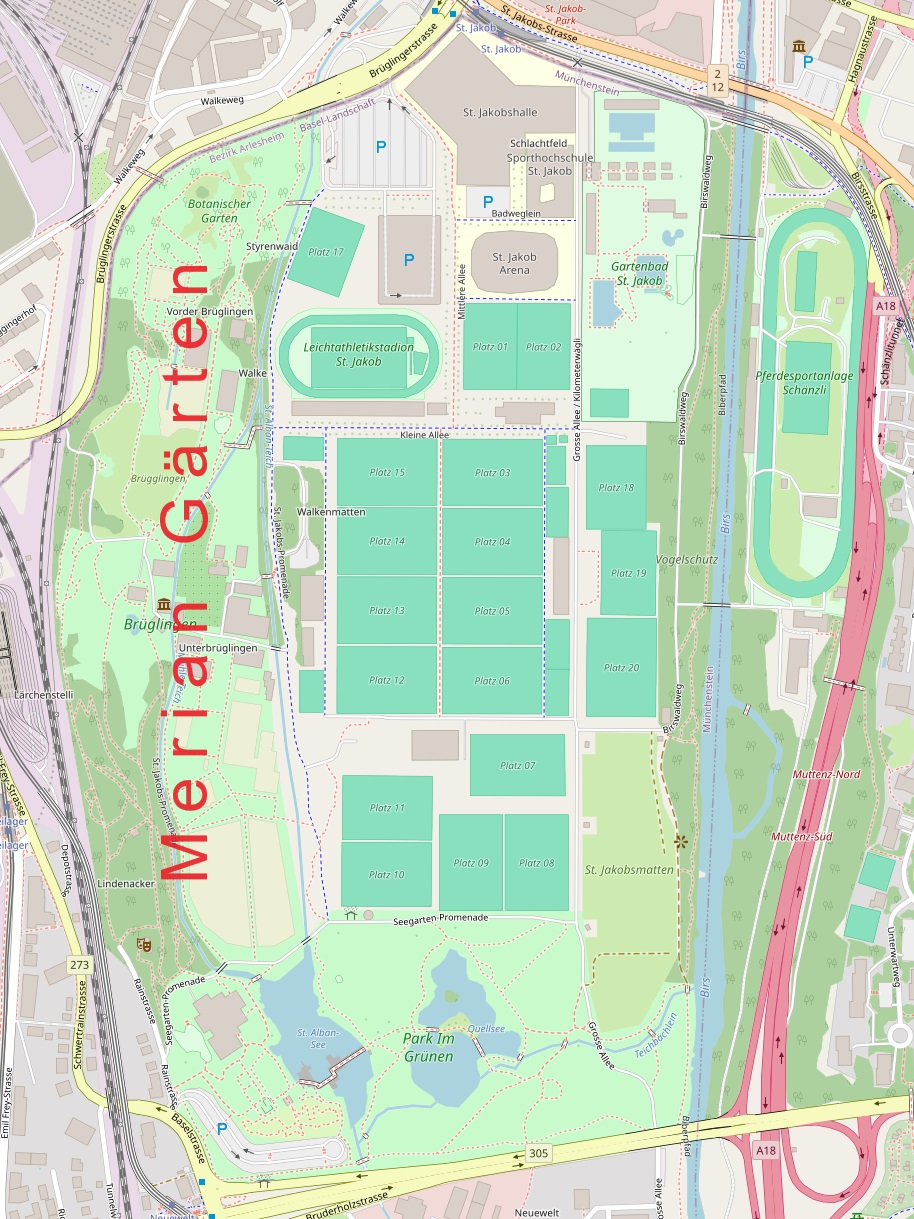
Brüglinger Ebene mit den Merian Gärten

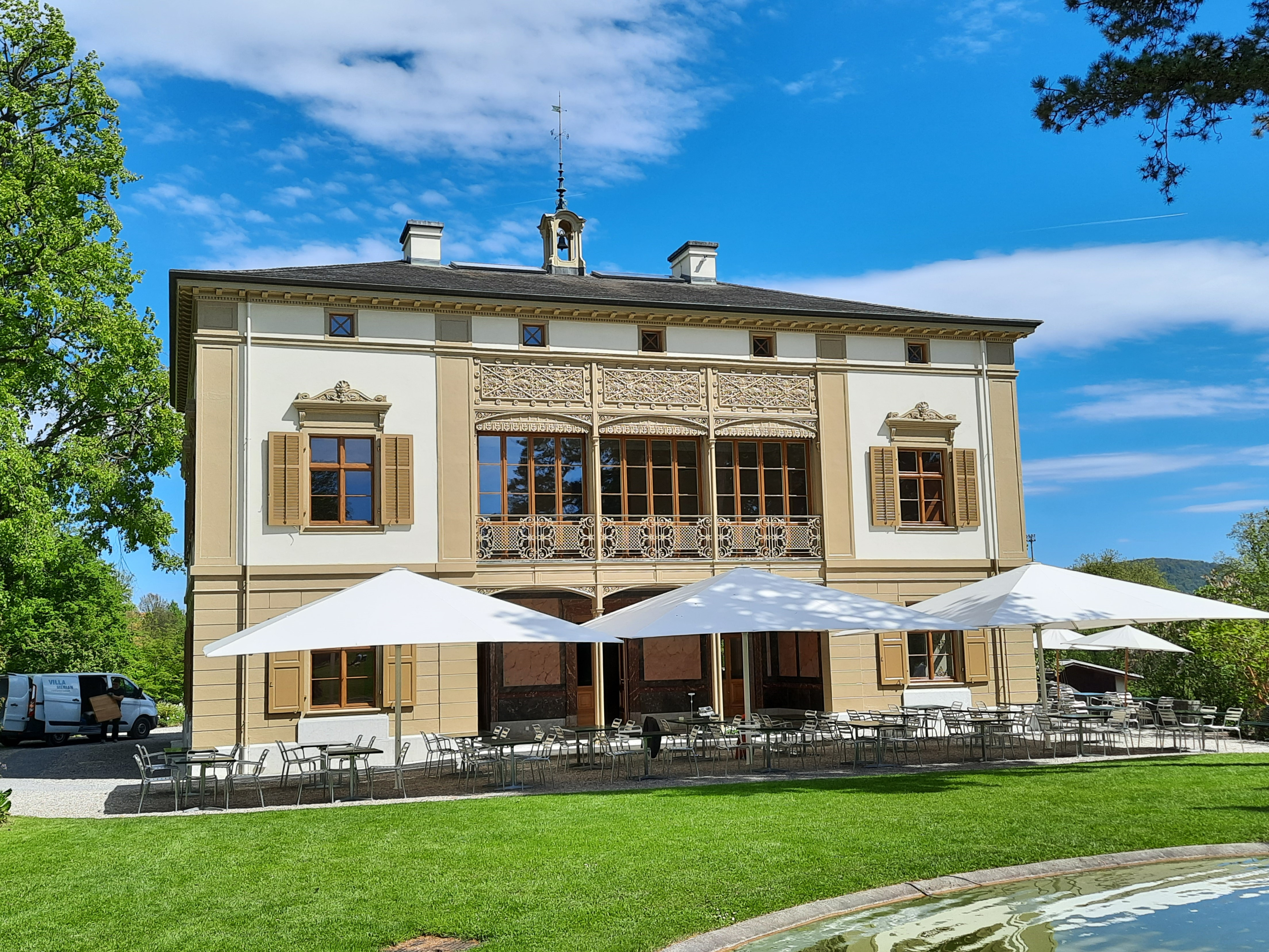
Die Villa Merian in den Merian Gärten

Die Merian Gärten sind eine rund 18 Hektar grosse Parkanlage der Christoph Merian Stiftung auf der Gemarkung der politischen Gemeinde Münchenstein im Bezirk Arlesheim des Kantons Basel-Landschaft in der Schweiz.

## Lage
Die Gärten liegen in der Brüglinger Ebene und grenzen im Osten an die Sportanlagen St. Jakob und im Süden an den Park im Grünen Münchenstein (ehemals auch Grün 80), der von einer Stiftung betrieben wird, die aus dem Migros-Kulturprozent finanziert wird. Westlich befindet sich das Gewerbeareal Dreispitz und nordöstlich die St. Jakobshalle.

## Bestandteile
- neuer Botanischer Garten in Brüglingen
- Hofgut Vorder Brüglingen mit dem Pächterhaus, der Neuen Scheune (ehemals Kutschenmuseum) und der Berri-Scheune mit dem Spielplatz
- Villa Merian mit dem englischen Garten
- Mühlemuseum Brüglingen
- Unterbrüglingen – Brüglingerhof mit Marktstand